# Serra de les Vinyes (Sant Quirze Safaja)
La Serra de les Vinyes és una serra del terme municipal de Sant Quirze Safaja, de la comarca del Moianès.
Està situada en el sector nord-occidental del terme municipal, a. S'estén des del Collet Llis, a 688,1 metres d'altitud, fins al Serrat de les Vinyes, a 804,1. Pel seu vessant sud-oriental s'estén la Solella de les Vinyes, i pels seus peus discorre el torrent de les Vinyes.